# Bine Volčič
Bine Volčič, slovenski kuharski mojster, * 5. oktober 1980, Kranj
Šolal se je na srednji gostinski šoli v Radovljici in višji strokovni šoli na Bledu ter se nato izpopolnjeval na pariški kuharski šoli Le Cordon Bleu. Po vrnitvi v Slovenijo je najprej delal v kuhinji v hotelu Livada v Moravskih Toplicah, potem pa je leta 2011 prevzel restavracijo Promenada na Bledu. Po odhodu iz Promenade je leta 2016 odprl svojo restavracijo v Ljubljani.
Slovenskemu občinstvu je postal znan s sodelovanjem v kuharskih televizijskih resničnostnih oddajah Gostilna išče šefa in MasterChef Slovenija.

### Zasebno
Z ženo Katarino dva otroka.